# 小島清 (歌人)
小島 清（こじま きよし、1905年5月21日 - 1979年4月20日）は、昭和時代日本の歌人。ポトナム短歌会に属した。

## 来歴
1905年（明治38年）、東京市京橋区舟松町（現：東京都中央区湊3丁目）で小島清吉・まさ夫妻の長男として出生。清吉は愛知県碧海郡野田村（現：刈谷市野田町）出身で、清が10歳の時に神戸の英国総領事館勤務となり家族全員で転居した。
1923年（大正12年）に神港商業学校を卒業、國學院大學専門部へ進学したが関東大震災のため中退。神戸へ戻り、独学で国文学を学ぶようになる。1926年（大正15年）、ポトナム短歌会へ入会。
1933年（昭和8年）、富田砕花らと歌誌『六甲』の創刊に参加。拠点としていた『ポトナム』は戦時に当局からの命令で廃刊となり『アララギ』へ統合される。1945年（昭和20年）6月、神戸大空襲に遭い自宅を全焼し奈良県北葛城郡高田町（現：大和高田市）へ疎開。終戦後は兵庫県粘土瓦株式会社に勤務していたが、1946年（昭和21）年3月に神戸新聞社が主催した「戦災者奮起の歌」で応募作が一等入選となる。『ポトナム』復刊後は京都市左京区へ転居し、日本歌人クラブ委員などを務めた。
1979年（昭和54年）4月20日、肝硬変のため逝去。享年75（満73歳没）。

## 作品
- ポトナム叢書第20編『竜墟集』（ポトナム社、1934年） NCID BA55690739
- ポトナム叢書第60編『青冥集』（初音書房、1971年） NCID BN13186665
- ポトナム叢書第180編『対篁居』（小島清歌集刊行委員会、1980年）NCID BN10123308

### 作詞
- 戦災者奮起の歌（作曲：須藤五郎、1946年）[5]